# 牧之原気象レーダー観測所

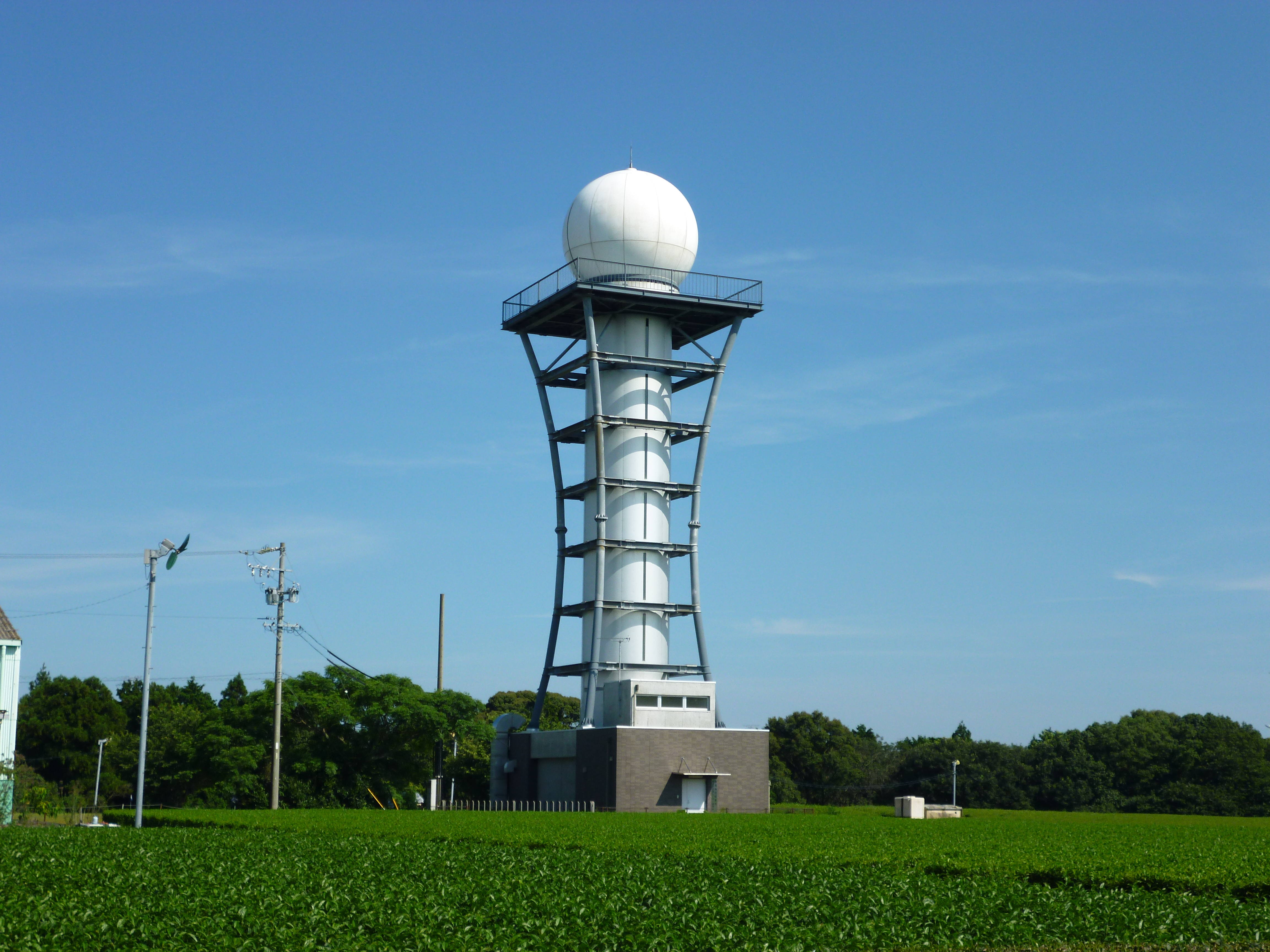
牧之原気象レーダー観測所

牧之原気象レーダー観測所（まきのはらきしょうレーダーかんそくじょ、通称静岡レーダー）は、静岡県菊川市牧之原の牧之原台地にある気象庁所管の気象レーダー観測施設。

## 解説
富士山レーダーが老朽化し、また気象衛星の打ち上げにより富士山頂にレーダーを維持する必要性が薄れたことに伴い、長野県茅野市の車山気象レーダー観測所（長野レーダー）と共に同レーダーの後継として設置された。東京管区気象台静岡地方気象台から遠隔で制御・監視が行われている。

## 歴史
- 1999年（平成11年）11月1日 午前10時 - 運用開始